# Cantone di Lannoy
Il Cantone di Lannoy era una divisione amministrativa dell'arrondissement di Lilla.
È stato soppresso a seguito della riforma complessiva dei cantoni del 2014, che è entrata in vigore con le elezioni dipartimentali del 2015.
Comprendeva i comuni di:
- Anstaing
- Baisieux
- Chéreng
- Forest-sur-Marque
- Gruson
- Hem
- Lannoy
- Leers
- Lys-lez-Lannoy
- Sailly-lez-Lannoy
- Toufflers
- Tressin
- Willems